# Picture This (filme)
Picture This (no Brasil, Imaginem Só) é um telefilme de comédia romântica, lançado em 13 de julho de 2008 pelo canal ABC Family, com a marca ABC Family Original Movie. O filme é produzido pela Metro-Goldwyn-Mayer, dirigido por Stephen Herek, e foi protagonizado e produzido pela atriz Ashley Tisdale. O filme atraiu 5,3 milhões de espectadores.
O DVD foi lançado na América do Norte em 22 de julho de 2008, e o Blu-ray em 29 de março de 2011. No Brasil, o DVD foi lançado em 1 de janeiro de 2009, e foi distribuído pela Fox Filmes.

## Premissa
Mandy acaba de ser convidada para a melhor festa do ano e quem a convidou é o garoto mais popular da escola, porém ela está de castigo. Mandy mente que vai estudar na casa da amigas para ir a festa, seu pai protetor concorda em deixá-la ir estudar com as amigas, porém insiste em verificar onde ela está a cada meia hora usando a câmera do celular. Encurralada pela tecnologia, Mandy e suas amigas precisam de um pouco de engenhosidade e muita imaginação para ir à festa sem expor o plano aos olhos protetores do pai de Mandy.

## Elenco
- Ashley Tisdale como Mandy Gilbert
- Robbie Amell como Drew Patterson
- Cindy Busby como Lisa Cross
- Kevin Pollak como Tom Gilbert
- Shenae Grimes como Cayenne
- Lauren Collins como Alexa
- Justin Bradley como Mickey
- Lisa Marie Blair como Snob
- Marie-Marguerite Sabongui como Blair
- Angela Galuppo como Kimberly
- Annie Murphy como Garota no Telefone

## Produção

### Desenvolvimento
O filme foi produzido executivamente pela empresa de Tisdale, Blondie Girl Productions, e dirigido por Stephen Herek. Tisdale disse: "Quando eu li o roteiro de Picture This, eu simplesmente me apaixonei pela personagem principal Mandy, esta vizinha pateta e impopular que sabe o que quer, mas não está disposta a sacrificar quem ela é para conseguir... Mandy é realista e acho que muitas crianças vão se identificar com isso. Isso me lembra muito de quando eu estava no colégio."

### Filmagens
O filme foi filmado em locais em Montreal, Quebec, durante os meses do verão de 2007. Instrumentos Fender, Juicy Couture e o Exército Suíço contribuíram com adereços para o filme. A cena da rodovia foi filmada no bairro de LaSalle. A cena do shopping foi filmada em Fairview Pointe-Claire. As cenas da escola foram gravadas na École secondaire du Chêne-Bleu em Pincourt.

## Lançamento em DVD
O filme foi lançado em DVD nos Estados Unidos em 22 de julho de 2008.

## Trilha sonora
A trilha sonora não foi lançada oficialmente, algumas das músicas apresentadas durante o filme são:
- "Shadows of the Night" - Ashley Tisdale (cover da música de Pat Benatar)
- "4ever" - The Veronicas.
- "Pictures of You" - The Last Goodnight.
- "Because I'm Awesome" - The Dollyrots
- "That Stuff" - Molly M
- "Better" - Cori Yarckin
- "You Are Part Of Everything" - Josh Kelly
- "Symphony No. 9: Ode To Joy" - Beethoven
- "Tell Me You Love Me" - Daniel Cage
- "Your Ride" - Girls Love Shoes
- "Dale Que Dale" - Mikeyton